# Messerschmitt M 20
Messerschmitt M 20 – niemiecki samolot pasażerski, pierwsza maszyna tego typu opracowana przez zakłady Messerschmitt.

## Historia
Na początku 1926 roku Deutsche Luft Hansa zgłosiła zapotrzebowanie na samolot obsługujący przewozy pasażerskie na liniach średniego zasięgu i mogący przewozić 10 pasażerów. Zakłady Messerschmitt przygotowały prototyp M20a, którego oblotu dokonano 26 lutego 1928 r. Lot zakończył się katastrofą, w wyniku której zginął plot doświadczalny Hans Hakmak. 
Drugi prototyp swój pierwszy lot wykonał 3 sierpnia 1928 r. i został zarejestrowany ze znakami D-1480 i nazwą własną „Franken”. Po zakończeniu prób został przyjęty na wyposażenie Luft Hansy w lipcu 1929 r. Samolot został w 1935 r. przejęty przez Luftwaffe. Wyprodukowano 15 egzemplarzy samolotu, do 1948 r. latał egzemplarz sprzedany do Brazylii.